# Арканг
Арканг (фр. Arcangues), или Аррангойце (баск. Arrangoitze), — коммуна в баскских землях Франции возле Биаррица в Атлантических Пиренеях. Население составляет 3076 жителей (2007).
В 1920—1930-х годах в замке у маркиза Пьера д’Арканга часто бывали Юсуповы.
На аркангском кладбище находится могила Луиса Мариано.